# Glocke (Saint-Laurent-du-Bois)

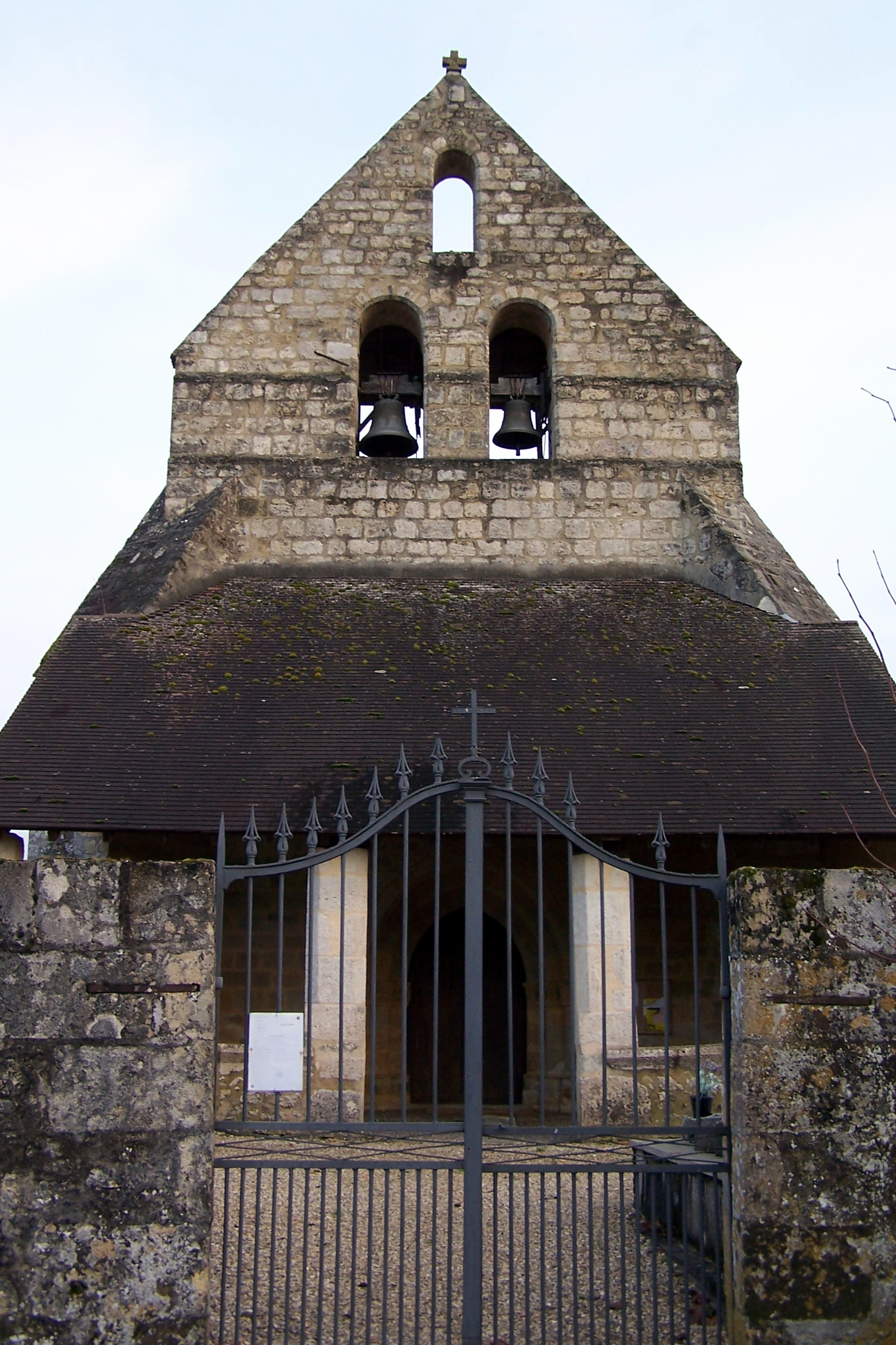
Glocken in Saint-Laurent-du-Bois (welche ist als Monument historique klassifiziert?)

Die Glocke in der Kirche St-Laurent in Saint-Laurent-du-Bois, einer französischen Gemeinde im Département Gironde der Region Nouvelle-Aquitaine, wurde 1551 gegossen. Die Kirchenglocke aus Bronze wurde 1942 als Monument historique in die Liste der geschützten Objekte (Base Palissy) in Frankreich aufgenommen.
Die Glocke aus einer unbekannten Glockengießerei hat alle Kriege überstanden. Sie ist mit der Jahreszahl 1551 bezeichnet.